# Militärspezialisten von Belarus

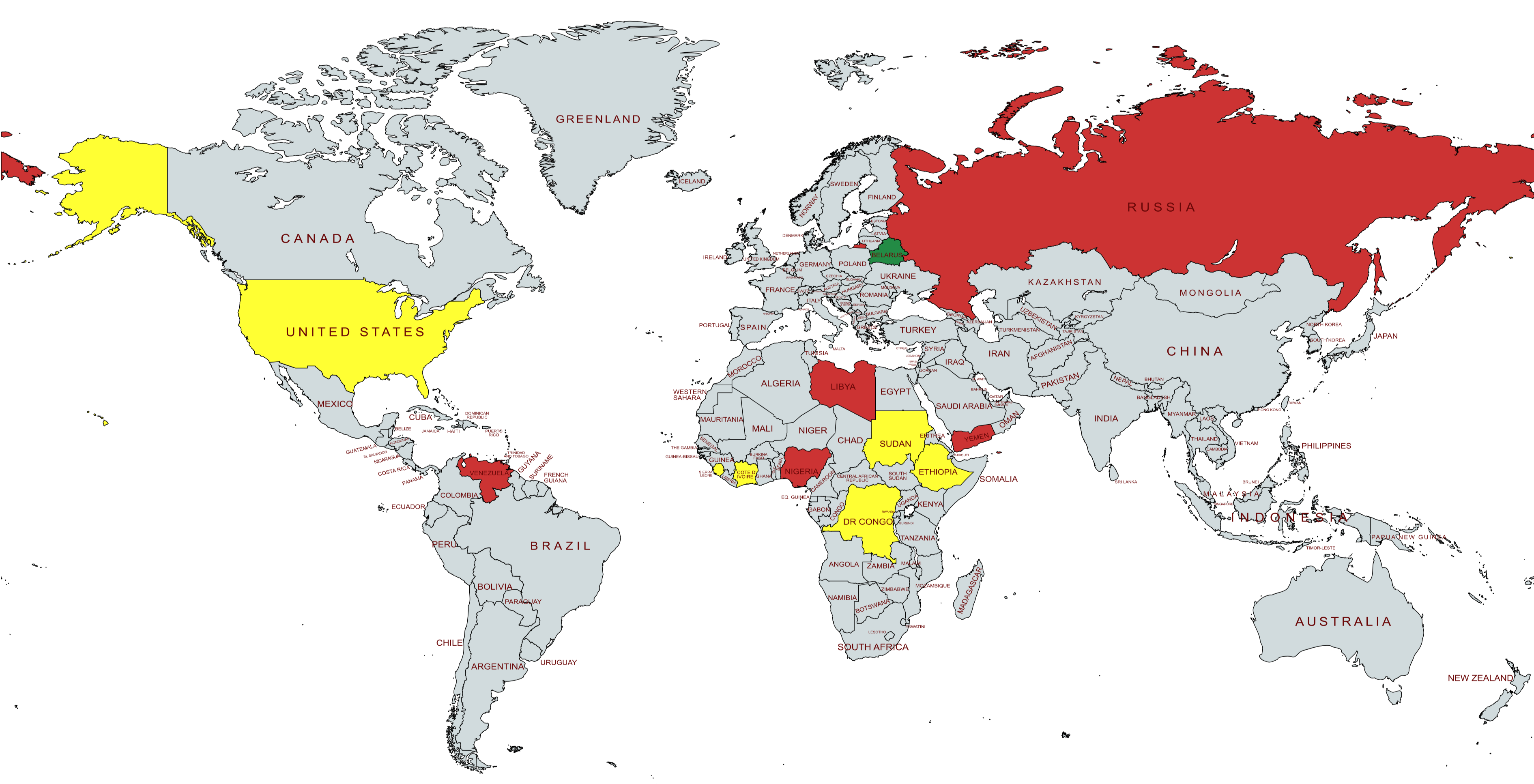
Karte der Nutzung der Dienste der belarussischen Militärspezialisten in den Jahren 1991–2025.
Grün: Belarus
Rot: von den Behörden bestätigt
Gelb: von den Behörden bestritten/keine offiziellen Aussagen

Militärspezialisten von Belarus (belarussisch Ваенныя спецыялісты Беларусі) sind aktive oder ehemalige Angehörige von Belarussischen Streitkräften oder Mitarbeiter des militärisch-industriellen Komplexes und paramilitärischer Organisationen, die ausländischen Sicherheitskräfte unterstützen.

## Geschichte
Nach dem Zerfall der Sowjetunion erhielt Belarus ein Kontingent von Truppen des belarussischen Militärbezirks. Für ein unabhängiges Land war das sowjetische Erbe zu groß; deshalb begann die Regierung, die Armee zu reduzieren. In den 1990er Jahren verloren viele Militärangehörige ihre Arbeitsplätze, einige gingen wegen niedriger Löhne weg. Einige der Entlassenen wurden Söldner.  Unter den im Ausland gefragten Spezialisten waren Piloten, Spezialisten für technische Luftfahrt- und Kampftechnik, Stabsoffiziere und Spezialisten für Spezialoperationen, zum Beispiel Scharfschützen. Sie arbeiteten unter der Schirmherrschaft der belarussischen Behörden. Oft arbeiteten Söldner parallel zu aktiven belarussischen Militärangehörigen.
Die wichtigste Region für Belarus im Bereich der Dienste von Militärberatern war Afrika. In den späten 2010er und frühen 2020er Jahren begannen Israelis, Franzosen, russische private Sicherheits- und Militärunternehmen sowie Vertreter anderer Länder, immer mehr mit dem Wettbewerb zu konkurrieren.

## Nach Staaten
- Elfenbeinküste: Piloten und Flugzeugtechniker (2004[5] und 2005[6]), Spezialisten für den Betrieb von gepanzerten Fahrzeugen, Ausbildung der notwendigen Arbeitskräfte für die Armee (2020[4]).
- Sudan: Verschiedene militärische Dienste (nach 2006).[7]
- Venezuela: Schaffung eines einheitlichen Systems der Flugabwehr und der elektronischen Kampfführung und Vorbereitung der Kommandos (2008–2013).[8]
- Libyen: Verschiedene militärische Dienste, offiziell erst vor dem Bürgerkrieg 2011.[3]
- Jemen: Panzerexperten (2013).[9]
- Nigeria: Wartung der Hubschrauber, Ausbildung der Piloten, der Ingenieure[10] und der Spezialeinheiten.[11]
- Demokratische Republik Kongo: Ausbildung von Hubschrauberpiloten (2015–2019).[4]

## Kampfhandlungen und Vorfälle
Im November 2004 standen die belarussischen Piloten im Zentrum eines Skandals in der Elfenbeinküste, als sie zusammen mit den ivorischen Piloten versehentlich eine französische Militärbasis bombardierten.
Im Jahr 2011 gab es Berichte, dass belarussische Militärangehörige der Armee von Muammar Gaddafi im Kampf gegen die Aufständischen verschiedene Hilfen leisteten. Die Belarussen waren mit der Ausbildung der libyschen Sicherheitskräfte, der Reparatur und dem Betrieb militärischer Ausrüstung beschäftigt, arbeiteten als Militärberater, führten Missionen von Sondereinheiten aus, darunter Scharfschützen.
In den Jahren 2015 bis 2019 gab es Informationen, dass sich belarussische Militärspezialisten in Nord-Kivu (Kongo) befänden, wo sie der Regierungsarmee im Kampf gegen die Aufständischen halfen. Im Jahr 2017 wurden drei Belarussen bei einem Absturz eines Mi-24-Hubschraubers verletzt, der angeblich von Milizen der M23-Gruppe abgeschossen wurde.